# Max Butting
Max Butting (ur. 6 października 1888 w Berlinie, zm. 13 lipca 1976 tamże) – niemiecki kompozytor.

## Życiorys
Uczył się muzyki u berlińskiego organisty Arnolda Dreyera, następnie w 1908 roku wstąpił na Akademie der Tonkunst w Monachium, gdzie jego nauczycielami byli Friedrich Klose, Felix Mottl i Paul Prill. Jednocześnie pobierał prywatnie lekcje kompozycji u Waltera Courvoisiera. W latach 1908–1914 studiował muzykologię, psychologię i filozofię na Uniwersytecie Monachijskim. W 1919 roku wrócił do Berlina, gdzie podjął pracę w firmie handlowej należącej do jego ojca, jednocześnie poświęcając się komponowaniu. W 1921 roku przystąpił do Novembergruppe, stowarzyszenia artystycznego związanego z kręgami lewicy. Współpracował z czasopismem Sozialistische Monatshefte. Jednocześnie był radiowcem, w latach 1926–1933 należał do rady kulturalnej radia, a w 1928 roku założył w berlińskim Klindworth-Scharwenka-Konservatorium studio interpretacji radiowej. Prowadził również kursy kompozycji do słuchowisk radiowych w Hochschule der Künste w Berlinie. Od 1925 roku należał do zarządu niemieckiej sekcji Międzynarodowego Towarzystwa Muzyki Współczesnej, a w 1933 roku wybrano go jego przewodniczącym. W 1933 roku został także przyjęty na członka Pruskiej Akademii Sztuki.
Po dojściu do władzy nazistów w 1933 roku rozwiązano stowarzyszenia, do których należał Butting, a jego utwory usunięto z programów koncertowych. Sam kompozytor wycofał się wówczas z życia publicznego i do końca wojny pracował w firmie ojca. Objęty w III Rzeszy zakazem pracy twórczej, w 1939 roku wstąpił do NSDAP.
Powrócił do działalności muzycznej po 1945 roku. Od 1948 roku działał w radiu NRD. Członek założyciel powołanej w 1950 roku wschodnioniemieckiej Akademie der Künste, gdzie był kierownikiem sekcji muzycznej (1953–1959) i wiceprzewodniczącym (1956–1959). W 1968 roku otrzymał doktorat honoris causa berlińskiego Uniwersytetu Humboldtów. Odznaczony został Nagrodą Państwową NRD (1954) oraz srebrnym (1961) i złotym (1970) Orderem Zasługi dla Ojczyzny.

## Twórczość
Twórczość Buttinga wymyka się próbom jednoznacznego umieszczenia w którejś z XX-wiecznych szkół muzycznych, w swoich dziełach łączył różnorodne elementy, od inspiracji Hindemithem i Strawinskim po elementy neoklasycystyczne i ekspresjonistyczne. Silnie widoczne są w niej wpływy twórczości Maxa Regera. Język muzyczny Buttinga był w znacznym stopniu odległy od tradycyjnego systemu tonalnego, kompozytor pozostał jednak niezbyt radykalny w poszukiwaniu eksperymentalnych środków wyrazu. W niektórych utworach zauważalne są inspiracje dodekafonią, której reguły traktował jednak dosyć swobodnie. Charakterystyczne dla kompozycji Buttinga jest trzymanie się zasady linearyzmu i rytmiczny witalizm.
Skomponował m.in. 10 symfonii (1922, 1924, 1925, 1940, 1943, 1945, 1949, 1952, 1956, 1963), Heitere Musik na małą orkiestrę (1929), 5 Orchesterstücke (1948), Sonatinę na orkiestrę smyczkową (1949), Orchesterballade (1954), Sinfoniettę (1960), koncert fletowy (1950), koncert fortepianowy (1964), liczne utwory kameralne (w tym 10 kwartetów smyczkowych), oratorium Das Memorandum (1947–1948), 4 kantaty na chór mieszany i orkiestrę kameralną, kantatę Die Lügengeschichte vom schwarzen Pferd na baryton solo, chór mieszany i orkiestrę kameralną (1949) i operę Plautus in Nonnenkloster (1958).